# Amirauté à Mykolaïv
L' Amirauté est un bâtiment des forces navales situé à Mykolaïv en Ukraine.

## Historique
C'est un bâtiment qui se trouve rue de l'Amirauté, monument inscrit au Registre national des monuments d'Ukraine sous le numéro : 48-101-0154. Il est le siège des installations du chantier naval de la ville, construit en 1951 dans le style classique russe ; la flèche qui le surplombe est de 2017.